# Chris Menges
Chris Menges (Kington, 15 settembre 1940) è un regista e direttore della fotografia britannico.

## Filmografia parziale

### Regista
- Un mondo a parte (A World Apart) (1988)
- CrissCross (1992)
- Un padre in prestito (Second Best) (1994)
- Il figlio perduto (The Lost Son) (1999)

### Direttore della fotografia
- Kes (1969)
- Angel (1982)
- Local Hero (1983)
- Urla del silenzio (The Killing Fields) (1984)
- Mission (The Mission) (1986)
- I diffidenti (Shy People) (1987)
- Michael Collins (1996)
- The Boxer (1997)
- La promessa (The Plegde) (2001)
- Piccoli affari sporchi (Dirty Pretty Things) (2002)
- Triplo gioco (The Good Thief) (2002)
- Le tre sepolture (The Three Burials of Melquiades Estrada) (2005)
- North Country - Storia di Josey (North Country) (2005)
- Diario di uno scandalo (Notes on a Scandal) (2006)
- The Reader - A voce alta (The Reader) (2008)
- Stop-Loss (2008)
- Molto forte, incredibilmente vicino (Extremely Loud and Incredibly Close), regia di Stephen Daldry (2011)
- Redemption - Identità nascoste (Hummingbird), regia di Steven Knight (2013)
- Waiting for the Barbarians, regia di Ciro Guerra (2019)

## Riconoscimenti
- Premio Oscar
  - 1985 – Oscar alla migliore fotografia per Urla del silenzio
  - 1987 – Oscar alla migliore fotografia per Mission
  - 1997 – Candidatura all'Oscar alla migliore fotografia per Michael Collins
  - 2009 – Candidatura all'Oscar alla migliore fotografia per The Reader - A voce alta